# Declinazione (linguistica)
In morfologia, per declinazione si intende la flessione di un nome, aggettivo, pronome o articolo secondo il genere, il numero e il caso. Il concetto di declinazione è dunque simile a quello di coniugazione, che riguarda però i verbi.

## Storia
È generalmente accettato che gli antichi greci avessero una vaga idea delle forme di un nome nella loro lingua. Un frammento di Anacreonte sembra confermare quest'idea. Ciononostante, non si può concludere che gli antichi greci davvero sapessero che cosa fossero i casi. Gli stoici svilupparono molte nozioni di base che oggi rappresentano i rudimenti della linguistica. Anche la "scoperta" del caso grammaticale risale agli stoici, che per primi la utilizzarono, ma non è ancora del tutto chiaro che cosa essi intendessero esattamente con la nozione di caso. Gli sviluppi di quei primi filosofi furono ripresi successivamente dai filologi alessandrini.

## Declinazione in italiano
La declinazione riguarda, nella lingua italiana, solo genere (maschile e femminile) e numero (singolare e plurale); il caso viene sostituito dall'uso delle preposizioni. Vengono declinati sostantivi, aggettivi, articoli e pronomi.
Per quanto riguarda le parole straniere o latine  utilizzate nella lingua italiana, la grammatica prevede l'utilizzo della loro forma singolare originaria anche al plurale. 

Esempi: il link, i link, il vademecum, i vademecum.

La parola curriculum viene talora declinata al plurale, pur essendo un sostantivo invariabile come ogni latinismo, seguendo la regola latina (quindi curricula) anche in documenti ufficiali. La parola sauna, di origine finlandese, diventa al plurale saune.

## Declinazione in altre lingue

### Declinazione in latino
La declinazione latina presenta notoriamente anche l'elemento del caso grammaticale. In base alla desinenza del genitivo singolare, i sostantivi vengono suddivisi in cinque declinazioni e gli aggettivi in due classi.

### Declinazione finlandese
La declinazione finlandese, come quella ungherese, risulta particolarmente complessa da molti punti di vista. Oltre a dover tener conto dell'armonia vocalica, infatti, presenta anche il fenomeno dell'alternanza consonantica. 

Ogni sostantivo può assumere fino a 2500 forme diverse in base alla declinazione e vi sono più di 170 modelli di declinazione.